# Tomasz Marciniak (sędzia piłkarski)
Tomasz Marciniak (ur. 18 października 1984 w Płocku) – polski sędzia piłkarski z grupy Top-Amator A, reprezentujący Mazowiecki Związek Piłki Nożnej w okręgu Płock.

## Kariera
Tomasz Marciniak urodził się 18 października 1984 roku w Płocku. Na kurs sędziowski zapisał się w 2002 roku. W III lidze zadebiutował 22 sierpnia 2010 roku podczas spotkania między Radomiakiem Radom a KP Piaseczno, podczas którego pokazał sześć żółtych kartek. Swój pierwszy mecz poziom wyżej sędziował 4 sierpnia 2012 roku (pomiędzy Bytovią Bytów a Górnikiem Wałbrzych). Na zapleczu Ekstraklasy zadebiutował 20 maja 2015 roku podczas spotkania pomiędzy Chojniczanką Chojnice a Stomilem Olsztyn; podczas tego spotkania w składzie sędziowskim znalazł się również jego brat, Szymon, pełniący rolę sędziego technicznego. W 2018 otrzymał awans do grupy Top-Amator A.
W 2023 roku był kontuzjowany. Pełnił rolę sędziego technicznego podczas meczów Ekstraklasy, w których sędzią głównym był Szymon Marciniak.
15 maja 2025 ogłoszono termin jego debiutu w Ekstraklasie, który przypadł na mecz 33. kolejki rozegrany 16 maja pomiędzy Stalą Mielec a Radomiakiem Radom, który zakończył się dwubramkowym remisem.

## Życie prywatne
Jest bratem Szymona Marciniaka, również sędziego piłkarskiego.